# Загальні СС
«Загальні СС» (Альгемайне СС) (нім. Allgemeine SS — «загальні СС») — більша складова частина СС, так звані загальні СС, що формувалися на постійній або тимчасовій основі, стройові або резервні з'єднання, частини та підрозділи.
Місцеві підрозділи СС почали формуватися у 1925. Восені 1934 вони стали самостійною від СА ланкою в структурі НСДАП.
6 січня 1929 рейхсфюрером СС став оберфюрер СС Генріх Гиммлер. Нижнім осередком СС було відділення з 8 чоловік — шар (командир — шарфюрер), три відділення складали загін — труп (командир — труппфюрер), три загони — штурм (командир унтерштурмфюрер або оберштурмфюрер), три штурмі складали штурмбанн на чолі з штурмбанфюрером або оберштурмбанфюрером, три або чотири штурмбанни складали штандарт на чолі з штандартенфюрером, декілька штандартів складали абшніт, декілька абшнітів утворювали групи (дивізію) на чолі з групенфюрером. Усі ці фюрери пізніше стали званнями у системі СС.
Уся територія Німеччини була поділена на області (обер-абшніти) СС, які складали основу територіальної організації Загальних-СС. Спершу існували п'ять обер-абшнітів, утворених 1932 року на основі наявних раніше груп СС. У 1942 році на території Німеччини їх кількість вже виросла до 17, територія кожного з них збігалася з територією відповідного військового округу. Крім того, на окупованих територіях було утворено ще шість обер-абшнітів СС. Керівники обер-абшнітів мали звання обергруппенфюрер, группенфюрер чи бригадефюрер СС. Зазвичай фюрер обер-абшніта був представником СС при штабі місцевого військового округа, а також був вищім керівником СС та поліції у цьому регіоні.
Кожен обер-абшніт, поділявся на три райони (абшніта), які позначалися римськими цифрами. Командиром (фюрером) абшніту був офіцер, що мав звання оберфюрера чи штандартенфюрера СС. У 1942 році було 42 абшніта. Деякі великі міста були поділені на два абшніта.
Організаційна структура нижче абшнітів, була побудована не на територіальному принципі, а на принципі військових підрозділів. Зазвичай до складу абшніту входило три піхотних штандарти СС, які були аналогом піхотних полків. Перші штандарти з’явилися приблизно у 1929 році, задовго до виникнення територіального поділу Загальних-СС.

## Обер-абшніти та абшніти (на 9.11.1944)
- Обер-абшніт «Альпи» («Alpenland») – Зальцбург;
  - XXV абшніт – Грац
  - XXXVI абшніт – Зальцбург
- Обер-абшніт «Балтика» («Ostsee»)  – Штеттін;
  - XIII абшніт – Штеттін
  - XXXIII абшніт – Шверін
- Обер-абшніт «Богемія і Моравія» («Bühmen-Mähren») – Прага, (з 1944 року);
  - XXXVII абшніт – Райхенберг
  - XXXVIII абшніт – Карлсбад
  - XXXIX абшніт – Брно
- Обер-абшніт «Варта» («Warthe») – Познань;
  - XXXXII абшніт – Гнезно
  - XXXXIII абшніт – Літцманштадті
- Обер-абшніт «Захід» («West») – Дюссельдорф;
  - V абшніт – Дуйсбург
  - XVII абшніт – Мюнстер
  - XXV абшніт – Дортмунд
- Обер-абшніт «Вестмарк» («Westmark») – Саарбрюкен, Нойштадт, Мец, з вересня 1943 Вісбаден. 11 вересня 1943 року поєднаний з обер-абшнітом «Рейн» у єдиний обер-абшніт «Рейн-Вестмарк»;
  - XI абшніт – Кобленц
  - XXX абшніт – Франкфурт-на-Майні
  - XXXIV абшніт – Саарбрюккен
- Обер-абшніт «Вісла» («Weichsel») – Данциг;
  - XXVI абшніт – Сопот
  - XXXX абшніт – Бромберг
  - XXXXI абшніт – Торунь
- Обер-абшніт «Дунай» («Donau») – Відень;
  - VIII абшніт – Лінц
  - XXXI абшніт – Відень
- Обер-абшніт «Ельба» («Elbe») – Дрезден;
  - ІІ абшніт – Дрезден
  - XVIII абшніт – Галле (Заале)
- Обер-абшніт «Майн» («Main») – Нюрнберг;
  - IX абшніт – Вюрцбург
  - XXVIII абшніт – Байройт
- Обер-абшніт «Остланд» («Ostland») – Рига;
- Обер-абшніт «Північ» («Nord»)  – Осло;
- Обер-абшніт «Північне море» («Nordsee»)  – Гамбург;
  - XIV абшніт – Ольденбург
  - XV абшніт – Гамбург-Альтона
  - XX абшніт – Кіль
- Обер-абшніт «Південь» («Süd»)  – Мюнхен;
  - І абшніт – Мюнхен
  - XXXII абшніт – Аугсбург
- Обер-абшніт «Південний схід» («Südost»)  – Бреслау;
  - VI абшніт – Бреслау
  - XXI абшніт – Хіршберг
  - XXIV абшніт – Ополе
- Обер-абшніт «Північний схід» («Nordost») – Кенігсберг;
  - VII абшніт – Кенігсберг
  - XXII абшніт – Алленштейн
  - XXXXIV абшніт – Гумбіннен
- Обер-абшніт «Північний захід» («Nordwest») – Гаага;
  - Х абшніт – Штутгарт
  - XIX абшніт – Карлсруе
  - XXIX абшніт – Констанц
  - XXXXV абшніт – Страсбург
- Обер-абшніт «Південний захід» («Südwest»)  – Штутгарт;
- Обер-абшніт «Рейн» («Rhein») – Кобленц, Арольсен, з січня 1937 Вісбаден. 11 вересня 1943 року поєднаний з обер-абшнітом «Вестмарк» у єдиний обер-абшніт «Рейн-Вестмарк»;
- Обер-абшніт «Рейн-Вестмарк» («Rhein-Westmark») – Вісбаден;
- Обер-абшніт «Схід» («Ost») – Краків;
- Обер-абшніт «Україна» («Ukraine») – Київ;
- Обер-абшніт «Фульда-Верра» («Fulda-Werra») – Арользен;
  - XXVII абшніт – Веймар
- Обер-абшніт «Центр» («Mitte») – Брауншвейг;
  - IV абшніт – Брауншвейг
  - XVI абшніт – Дессау
- Обер-абшніт «Шпрее» («Spree») – Берлін
  - III абшніт – Берлін
  - XXIII абшніт – Берлін
  - XII абшніт – Франкфурт-на-Одері